# Ophiobolus mathieui
Ophiobolus mathieui är en svampart som först beskrevs av Westend., och fick sitt nu gällande namn av Pier Andrea Saccardo 1883. Ophiobolus mathieui ingår i släktet Ophiobolus och familjen Leptosphaeriaceae.   Inga underarter finns listade i Catalogue of Life.
I den svenska databasen Dyntaxa används istället namnet Nodulosphaeria mathieui för samma taxon.  Arten är reproducerande i Sverige.